# Сувалки (родовище)
Сувалки — родовище магнетиту у Польщі в районі міста Сувалок.

## Історія
Відкрите у 1962 році.

## Характеристика
Запаси за оцінками — 1 млрд т. Поклади магнетиту мають домішки титану і ванадію.